# Midnight Club: Los Angeles
Midnight Club: Los Angeles ist ein Rennspiel, das am 24. Oktober 2008 weltweit für PlayStation 3, Xbox 360 und PlayStation Portable erschien. Entwickelt wurde es von Rockstar San Diego und Rockstar London, Publisher ist Rockstar Games. Das Spiel ist der erste Ableger der Midnight-Club-Reihe auf der PlayStation 3 und Xbox 360.

## Spielprinzip
Prinzip des Spiels ist es, Missionen in verschiedenen Rennarten durch Siege oder Punkte bei illegalen Straßenrennen zu gewinnen. Der Spieler muss mit seinem Fahrzeug durch Checkpoints fahren. Der Unterschied zu vielen anderen Rennspielen, zum Beispiel Need for Speed, ist, dass der Spieler seinen Weg zu den Checkpoints frei wählen kann.
Außerdem hat das Entwicklerstudio einen dynamischen Tag- und Nachtwechsel integriert. Ebenso gibt es sich verändernde Wetterbedingungen. Bei illegaler Fahrweise kommt es zu Polizeiverfolgungsjagden.

## Handlung
In Midnight Club: Los Angeles spielt man einen namenlosen Charakter, der sich in der Rennszene von Los Angeles etablieren muss. Er lernt Freunde und Feinde kennen, die auch des Öfteren bei Rennen gegen ihn antreten. Unterstützt wird man von Karol, der im Besitz einiger Werkstätten im Raum Los Angeles ist und den Spieler mit Informationen sowie Autos und Autozubehör versorgt.
Gegen Ende des Spiels fordert der Stadtchampion Booke den Spieler heraus. Wenn man gegen ihn gewonnen hat, wird man bei einem entsprechenden Fortschritt in den jeweiligen Gefährtsklassen des Hauptspiels auch von deren Champions herausgefordert. Zusätzlich erhält man als Stadtchampion von Karol die Möglichkeit, in seine Werkstätten zu investieren. Tut man dies, erhält man alle Fahrzeuge und Teile umsonst. Nachdem man das Geld bei Karol abgeliefert hat, erscheinen die Credits.

## Spezialfähigkeiten
Dem Spieler stehen verschiedene Spezialfähigkeiten zur Verfügung. Man unterscheidet zwischen vier verschiedenen: Roar, Agro, EMP und Fokus. „Roar“ erzeugt eine Druckwelle, die die gegnerischen Autos aus dem Weg räumt. Bei der Benutzung von „Agro“ wird der Wagen unzerstörbar. EMP steht für elektromagnetischer Impuls. Mit dieser Spezialfähigkeit wird die Elektronik der Autos in der Nähe des Spielers deaktiviert, so dass diese nicht mehr fahrtüchtig sind. Die Spezialfähigkeit „Fokus“ aktiviert für wenige Sekunden eine Zeitlupe. So kann man sein Fahrzeug gezielter durch die Menge der Autos lenken und sich so einen Vorteil verschaffen.

## Autos
Der Spieler kann in der Midnight Club: Los Angeles – Complete Edition aus 62 original lizenzierten Sportwagen, Muscle Cars, SUVs, Polizeifahrzeugen, Tuner- und Luxusautos und 4 Motorrädern wählen. Diese lassen sich lackieren, mit Vinyls verzieren, mit veränderten Anbauteilen umfangreich optisch verändern und mit leistungsrelevanten Teilen verbessern.
Ursprünglich konnte der Spieler auch einen Audi R8 und spezielle Tuningteile bei dem „Driving Test“ auf der Website des Spiels freischalten oder über „Rate my Ride“ von anderen Spielern getunte Varianten des R8 kaufen. Durch die Abschaltung der Online-Funktionen des Spiels kann man das Fahrzeug und die Teile allerdings nicht mehr erhalten. Allerdings benutzen noch manche KI-Gegner einen R8.

## PSP-Version
Die PSP-Version ist nicht mit den anderen Versionen identisch. Es wurden die Städte Los Angeles und Tokio aus dem Spiel Midnight Club II verwendet. Die PSP-Version trägt den Titel Midnight Club: L.A. Remix.

## Midnight Club: Los Angeles – Complete Edition
Am 12. Oktober 2009 veröffentlichte Rockstar Games die Midnight Club: Los Angeles – Complete Edition als PlayStation 3 Greatest / Platinum und Xbox 360 Classics. Diese Version des Spiels beinhaltet das Hauptspiel und alle zuvor verfügbaren herunterladbaren Inhalte.
Inhalte der Complete Edition:
- Hauptspiel
- South Central
  - Kartenerweiterung
  - Premium Upgrade
  - Auto Pack 1 & 2
- Polizei Auto Pack

## Rezeption
Midnight Club: Los Angeles erhielt im Schnitt positive Wertungen ohne große Unterschiede zwischen den Versionen für PS3 und Xbox 360. IGN lobte die umfangreichen Anpassungsmöglichkeiten und große Auswahl an Fahrzeugen.

“Suffice to say, MCLA is the sequel we were hoping for; a ballsy, fast, challenging racing game set to a killer soundtrack.”

„Kurz gesagt: MCLA ist die Fortsetzung, auf die wir gehofft hatten: ein mutiges, schnelles und herausforderndes Rennspiel mit einem umwerfenden Soundtrack.“

Das deutschsprachige Konsolenmagazin GamePro erkannte große optische Ähnlichkeiten zu GTA IV. Auch spielerisch gebe es Parallelen, nur aussteigen könne man nicht.